# LGBT práva v Lesothu

Duhová mapa Lesotha

Lesby, gayové, bisexuálové a translidé (LGBT) se v Lesothu setkávají s právními komplikacemi neznámými pro většinu obyvatelstva.

## Zákony týkající se stejnopohlavní sexuální aktivity
V r. 2012 Lestoho dekriminalizovalo mužský stejnopohlavní sexuální styk.
Soulož mezi muži byla předtím nezákonná podle anglosaských zákonů,  které však nebyly prosazovány. Soulož mezi ženami nebyla nikdy trestná.

## Stejnopohlavní manželství
Podle zákona o manželství a zvykového práva Království Lesotho je manželství výhradní zvazek dvou jedinců různého pohlaví.

## Ochrana před diskriminací
Neexistuje žádná konkrétní legislativa zabývající se diskriminací jiných sexuálních orientací nebo genderových identit.

## Adopce dětí
Ustanovení o osvojování dětí řeší zákon o sociálně-právní ochraně dětí z r. 2011. Společně osvojit smějí pouze manželské páry, tedy muž a žena. Svobodní jednotlivci a homosexuální páry osvojit nemohou.

## Životní podmínky
Zpráva Ministerstva zahraničí Spojených států amerických o lidských právech z r. 2011 shledává následující:
| „ | Právo a zákony nijak nepracují s termínem sexuální orientace. Nicméně zákony proti sodomii stále existují, byť nejsou uplatňovány. Zatímco lesby, gayové, bisexuálové a translidé všeobecně čelí diskriminaci, především v přístupu ke zdravotní péči, vláda k nim odmítá zaujmout formální stanovisko. Homosexuální chování je společenské tabu a nevede se o něm žádná otevřená diskuse. Případy útoků vůči LGBT komunitě jsou známy. Většina poškozených je ale zatajuje ze strachu z veřejného zostuzení. Matrix, podpůrná LGBT skupina, svobodně funguje ve všech 10 distriktech. 17. května 2011 se členové místní LGBT komunity shromáždili v místním biografu a sledovali dokument o životě jihoafrického gay aktivisty. V září téhož roku se zástupci Matrixu, Ministerstva spravedlnosti a Human Rights zúčastnili mediální kampaně vyžadující větší zájem o řešení LGBT problematiky. | “ |

18. května 2013 se v Lestohu konal první gay pride.

## Souhrnný přehled
| Legální stejnopohlavní styk                                                             | (2012) |
| Equal age of consent                                                                    | (2012) |
| Anti-diskriminační zákony v zaměstnání                                                  | No     |
| Anti-diskriminační zákony v přístupu ke zboží a službám                                 | No     |
| Anti-diskriminační zákony v ostatních oblastech (homofobní urážky, zločiny z nenávisti) | No     |
| Stejnopohlavní manželství                                                               | No     |
| Jiná forma stejnopohlavního soužití                                                     | No     |
| Adopce dítěte partnera                                                                  | No     |
| Společná adopce dětí stejnopohlavními páry                                              | No     |
| Gayové a lesby smějí otevřeně sloužit v armádě                                          |        |
| Možnost změny pohlaví                                                                   |        |
| Přístup k umělému oplodnění pro lesbické ženy                                           | No     |
| Náhradní mateřství pro gay páry                                                         | No     |
| MSM smějí darovat krev                                                                  | No     |